# Iván Silva
Iván Silva Alberola (Barcellona, 12 giugno 1982) è un pilota motociclistico spagnolo.

## Carriera
Nel 1995 si è laureato campione spagnolo nel Criterium Solo Moto 75 cm³ e nel 1998 ha iniziato a partecipare al campionato nazionale nella classe 250, facendo segnare punti anche nell'europeo di categoria: nel 1998 e nel 1999. Nello stesso periodo ha esordito nelle gare del motomondiale come wild card nelle gare di casa correndo il GP di Catalogna della classe 250 nel 1998 e nel 1999 e ha fatto in seguito un'altra apparizione nel 2001 come pilota sostitutivo con il team Queroseno Racing, senza ottenere punti.
Negli anni successivi ha continuato a correre in ambito nazionale, prendendo parte stabilmente alle competizioni riservate alle moto derivate dalla serie; nelle prime stagioni ha ottenuto come migliori risultati la vittoria nel campionato Supersport nel 2003 e il secondo posto nella Formula Extreme alle spalle di José Luis Cardoso nel 2004.
Accanto all'impegno nel campionato spagnolo ha partecipato occasionalmente anche a competizioni a livello internazionale; per quanto concerne le derivate di serie dal 2004 al 2008 ha marcato un totale di 13 presenze tra mondiale Superbike, mondiale Supersport e Superstock 1000 FIM Cup, ottenendo in quest'ultima una pole position e un piazzamento sul podio nel 2006.
Riguardo al motomondiale, ha corso un'altra gara nella classe 250 nel 2004 con l'Aprilia RSV 250 del Grefusa - Aspar Team 250 in qualità di sostituto di Dirk Heidolf e nello stesso ruolo nel 2006 e nel 2007 ha preso il via a quattro Gran Premi della classe MotoGP con la Ducati Desmosedici del team Pramac d'Antín, senza ottenere alcun punto iridato.
Successivamente ha partecipato anche a gare del campionato mondiale Endurance, vincendo nel 2008 la 8 Ore di Oschersleben con il team Kawasaki France in squadra con Julián Mazuecos e Erwan Nigon. Nello stesso anno ha concluso in settima piazza la prova unica disputatasi ad Albacete valida per il titolo europeo Superstock 1000. Nel 2011 ha ottenuto un altro titolo nazionale, nella classe Stock Extreme, e si è laureato campione europeo nella Superstock 1000 vincendo la gara unica di Albacete.
Nel 2012 diventa pilota titolare in MotoGP, ingaggiato dal team Avintia Blusens, che gli affida una BQR-FTR, moto che rispetta il nuovo regolamento per le CRT; il compagno di squadra è Yonny Hernández. A partire dal GP di San Marino viene sostituito da David Salom, per poi riprendere il suo posto a partire dal Gran Premio del Giappone. Ottiene come miglior risultato due dodicesimi posti (Olanda e Indianapolis e termina la stagione al 23º posto con 12 punti. Nella stessa stagione partecipa al Campionato Europeo Velocità Stock 1000, svoltosi in gara unica ad Albacete, dove si classifica secondo in sella ad una Kawasaki.
Nel 2013 corre il Gran Premio d'Olanda, sempre con Avintia Blusens, in sostituzione dell'infortunato Hiroshi Aoyama. Nel 2015, con una BMW, è quarto nel CEV Superbike con quattro piazzamenti a podio di cui una vittoria.

## Risultati in gara

### Motomondiale
| 1998 | Classe | Moto  |  |  |  |  |  |  |  |  |  |  |  |     |  |  |  |  |  |  | Punti | Pos. |
| ---- | ------ | ----- |  |  |  |  |  |  |  |  |  |  |  | --- |  |  |  |  |  |  | ----- | ---- |
| 1998 | 250    | Honda |  |  |  |  |  |  |  |  |  |  |  | Rit |  |  |  |  |  |  | 0     |      |

| 1999 | Classe | Moto  |  |  |  |  |  |     |  |  |  |  |  |  |  |  |  |  |  |  | Punti | Pos. |
| ---- | ------ | ----- |  |  |  |  |  | --- |  |  |  |  |  |  |  |  |  |  |  |  | ----- | ---- |
| 1999 | 250    | Honda |  |  |  |  |  | Rit |  |  |  |  |  |  |  |  |  |  |  |  | 0     |      |

| 2001 | Classe | Moto  |  |    |  |  |  |  |  |  |  |  |  |  |  |  |  |  |  |  | Punti | Pos. |
| ---- | ------ | ----- |  | -- |  |  |  |  |  |  |  |  |  |  |  |  |  |  |  |  | ----- | ---- |
| 2001 | 250    | Honda |  | SQ |  |  |  |  |  |  |  |  |  |  |  |  |  |  |  |  | 0     |      |

| 2004 | Classe | Moto    |  |  |  |  |  |    |  |  |  |  |  |  |  |  |  |  |  |  | Punti | Pos. |
| ---- | ------ | ------- |  |  |  |  |  | -- |  |  |  |  |  |  |  |  |  |  |  |  | ----- | ---- |
| 2004 | 250    | Aprilia |  |  |  |  |  | 22 |  |  |  |  |  |  |  |  |  |  |  |  | 0     |      |

| 2006 | Classe | Moto   |  |  |  |  |  |  |  |    |     |  |  |    |  |  |  |  |  |  | Punti | Pos. |
| ---- | ------ | ------ |  |  |  |  |  |  |  | -- | --- |  |  | -- |  |  |  |  |  |  | ----- | ---- |
| 2006 | MotoGP | Ducati |  |  |  |  |  |  |  | 16 | Rit |  |  | 18 |  |  |  |  |  |  | 0     |      |

| 2007 | Classe | Moto   |  |  |  |  |  |  |  |  |  |  |  |    |  |  |  |  |  |  | Punti | Pos. |
| ---- | ------ | ------ |  |  |  |  |  |  |  |  |  |  |  | -- |  |  |  |  |  |  | ----- | ---- |
| 2007 | MotoGP | Ducati |  |  |  |  |  |  |  |  |  |  |  | 16 |  |  |  |  |  |  | 0     |      |

| 2012 | Classe | Moto    |    |    |     |    |    |    |    |    |    |    |    |     |  |  |     |     |    |     | Punti | Pos. |
| ---- | ------ | ------- | -- | -- | --- | -- | -- | -- | -- | -- | -- | -- | -- | --- |  |  | --- | --- | -- | --- | ----- | ---- |
| 2012 | MotoGP | BQR-FTR | 16 | 15 | Rit | 18 | 20 | 18 | 12 | 18 | 16 | 14 | 12 | Rit |  |  | Rit | Rit | 15 | Rit | 12    | 23º  |

| 2013 | Classe | Moto |  |  |  |  |  |  |    |  |  |  |  |  |  |  |  |  |  |  | Punti | Pos. |
| ---- | ------ | ---- |  |  |  |  |  |  | -- |  |  |  |  |  |  |  |  |  |  |  | ----- | ---- |
| 2013 | MotoGP | FTR  |  |  |  |  |  |  | 23 |  |  |  |  |  |  |  |  |  |  |  | 0     |      |

| Legenda | 1º posto        | 2º posto            | 3º posto            | A punti      | Senza punti        | Grassetto – Pole position Corsivo – Giro più veloce |
| Legenda | Gara non valida | Non qual./Non part. | Ritirato/Non class. | Squalificato | '-' Dato non disp. | Grassetto – Pole position Corsivo – Giro più veloce |

### Campionato mondiale Supersport
| 2004 | Moto  |  |  |  |  |  |  |  |     |  |     |  |  |  | Punti | Pos. |
| ---- | ----- |  |  |  |  |  |  |  | --- |  | --- |  |  |  | ----- | ---- |
| 2004 | Honda |  |  |  |  |  |  |  | Rit |  | Rit |  |  |  | 0     |      |

| 2008 | Moto   |  |  |  |  |  |  |  |  |  |  |  |  |    | Punti | Pos. |
| ---- | ------ |  |  |  |  |  |  |  |  |  |  |  |  | -- | ----- | ---- |
| 2008 | Yamaha |  |  |  |  |  |  |  |  |  |  |  |  | 18 | 0     |      |

| Legenda | 1º posto        | 2º posto            | 3º posto           | A punti      | Senza punti        | Grassetto – Pole position Corsivo – Giro più veloce |
| Legenda | Gara non valida | Non qual./Non part. | Ritirato/Non class | Squalificato | '-' Dato non disp. | Grassetto – Pole position Corsivo – Giro più veloce |

### Campionato mondiale Superbike
| 2005 | Moto   |   |     |  |  |    |     |  |  |  |  |  |  |  |  |  |  |  |  |  |  |     |    |  |  |  |  |  |  | Punti | Pos. |
| ---- | ------ | - | --- |  |  | -- | --- |  |  |  |  |  |  |  |  |  |  |  |  |  |  | --- | -- |  |  |  |  |  |  | ----- | ---- |
| 2005 | Yamaha | 7 | Rit |  |  | 15 | Rit |  |  |  |  |  |  |  |  |  |  |  |  |  |  | Rit | AN |  |  |  |  |  |  | 10    | 26º  |

| 2008 | Moto  |  |  |  |  |  |  |  |  |  |  |  |  |  |  |  |  |  |  |  |  |  |  |  |  |    |    |  |  | Punti | Pos. |
| ---- | ----- |  |  |  |  |  |  |  |  |  |  |  |  |  |  |  |  |  |  |  |  |  |  |  |  | -- | -- |  |  | ----- | ---- |
| 2008 | Honda |  |  |  |  |  |  |  |  |  |  |  |  |  |  |  |  |  |  |  |  |  |  |  |  | 20 | 21 |  |  | 0     |      |

| Legenda | 1º posto        | 2º posto            | 3º posto           | A punti      | Senza punti        | Grassetto – Pole position Corsivo – Giro più veloce |
| Legenda | Gara non valida | Non qual./Non part. | Ritirato/Non class | Squalificato | '-' Dato non disp. | Grassetto – Pole position Corsivo – Giro più veloce |